# Colomi
Colomi è un comune (municipio in spagnolo) della Bolivia nella provincia di Chapare (dipartimento di Cochabamba) con 17.988 abitanti (dato 2010).

## Cantoni
Il comune è suddiviso in 4 cantoni:
- Candelaria
- Colomi
- San José
- Tablas Monte